# Tekintélyuralmi rendszer
A tekintélyuralmi rendszer (latin eredetű kifejezéssel autoritarizmus vagy autoritarianizmus) sajátos átmeneti rendszer a parlamentarizmus és a diktatórikus totalitarizmus között. Erős kormányzati hatalom és korlátozott politikai szabadság jellemzi. A sajtószabadság és az alapvető emberi jogok korlátozottan érvényesülnek. A hatalom egyetlen vezető kezében összpontosul, illetve a hatalmat e vezető tekintélyére hivatkozva gyakorolják. Politológusok sokféle típusát különböztetik meg. Az államban akár több párt is működhet, azonban a kormányzó párt hegemón (túlsúlyos) helyzetben van. A tekintélyelvű rendszerek lehetnek autokratikus vagy oligarchikus jellegűek, és alapulhatnak egy párt vagy a katonaság uralmán is.

## Etimológiája
Az autoritarizmus vagy autoriter kifejezések a francia autoritaire szóból származnak, mely jelentése: ellentmondást nem tűrő, hatalmaskodó stb. A francia szó a latin auctoritas-ból ered, így a rendszer vezetőjét autokratának is szokták nevezni. 
A Római Köztársaság politikai felfogása a fő tisztségviselők, a magistratus-ok esetén elméletileg megkülönböztette a potestas-t, azaz a hatalmat, az auctoritas-tól, azaz tekintélytől. Az előbbi erőszakkal, kényszerrel tudta befolyását érvényesíteni, míg az utóbbi az elismertsége által. A consul, praetor és dictator potestas-szal, a censor és Augustus által deklarált módon a princeps auctoritas-szal érvényesítette akaratát.

## Magyarországon

### 20. század
Magyarországon az 1920-as és 1930-as években kialakult Horthy-rendszer tekintélyuralmi rendszer volt, működött az Országgyűlés. Horthy Miklósnak a jogkörét többször kibővítették, a politikában döntő, kiemelt szerepe volt. Királyi vagy diktátori szerepet azonban nem töltött be.

### 21. század
Nemzetközi szervezetek, nyugati vezető médiumok és zömében a magyar ellenzékiek is Magyarország 2010-es, 2020-as évekbeli, Orbán Viktor vezette kormányait autoriternek tekintik. Joe Biden 2020-ban ennél még erősebben fogalmazott: Magyarország a totalitárius rendszerek felé halad. 
Itt a hatalom jellemzően a média politikai befolyásolásával  és az állami bürokrácia segítségével lép fel az ellenzékkel szemben. A 2020-as brüsszeli jogállamisági jelentés számos ponton bírálta a kormányt. A német Michael Wech rendezésében készült 2020-as dokumentumfilm, amely „Hallo Diktátor” – Orbán, az EU és a jogállamiság címmel jelent meg, bemutatja, hogy az országban szabad választásokat tartanak ugyan, de a választások nem korrektek, mert az ellenzék számára a közmédiában nem biztosítanak helyet, a független televízió- és rádióadókat felszámolták.
A Der Spiegel, Németország és egyben Európa egyik legbefolyásosabb magazinja 2021. decemberi cikkében arról írt, hogyan alakítja Orbán egypárti autokráciává az országot, „ahol perverz játékot játszik azzal, hogy úgy tesz, mintha polgári demokrácia lenne”.

## Példák
Egyes nemzetközi szervezetek megítélésében példák a mai világ autoriter rendszereire, államaira:

### Európa

#### EU-állam
- Lengyelország [15][16][17]
- Magyarország Orbán Viktor alatt (2010-től) [15][17][18][19]

#### Nem EU-állam
- Bosznia-Hercegovina /  Boszniai Szerb Köztársaság Milorad Dodik alatt (2006–)[20][21][22]
- Fehéroroszország A. Lukasenka alatt (1994–)[23][24] [25][26][27]
- Montenegró Milo Đukanović és a DPS alatt (1990–)[28][29][30][31][32]
- Oroszország V. Putyin és D. Medvegyev alatt (1999–) [33][34]
- Szerbia Aleksandar Vučić alatt (2012–)[35][36][37][38]

### Európán kívül
Nem teljes lista:
- Egyiptom Abdel Fattáh el-Szíszi alatt (2014–)
- Irán a Pahlavi-dinasztia (1925–1979),[39] majd Ruholláh Homeini és Ali Hámenei alatt (1981–) [40]
- Kína a Kínai Kommunista Párt alatt (1949–) [41]
- Kuba a Kubai Kommunista Párt alatt (1959–)
- Marokkó VI. Mohammed király alatt[42][43]
- Szaúd-Arábia a Szaúd-ház alatt (1744–)[44]
- Szíria a Ba'athiszt rezsim és az el-Aszad család alatt (1963–)[45]
- Törökország Erdoğan alatt (2003–) [46][47]
- Venezuela Hugo Chávez és Nicolás Maduro alatt (1999–)[48]